# Sibyl Sanderson
Sibyl Sanderson (Sacramento, Califòrnia, 7 de desembre de 1865 - París, França, 16 de maig de 1903) va ser una soprano dramàtica estatunidenca.
Artista de primera línia, el nom de la qual aparegué associat durant molts anys al de molts triomfs del compositor Jules Massenet, el qual va escriure per a ella les seves òperes Esclarmonde i Thais, va fer els primers estudis a San Francisco de Califòrnia, acabant-los amb extraordinària brillantor en el Conservatori de París sota la direcció de Sbriglia i la senyora Marchesi quan contava vint-i-tres anys.
Des del seu debut a La Haia, el 1888, en l'òpera Manon de Massenet, la seva carrera artística fou una continuada sèrie de triomfs, ja que a la bellesa de la veu unia una figura verdaderament esplèndida i un gran talent dramàtic. A París feu la seva presentació en públic en l'Òpera Còmica el 1889, restant des d'aquell moment consagrada com una de les cantants predilectes del món filharmònic parisenc. Massenet, en les seves Memories, la qualificà de "Manon ideal" i d'"inoblidable Thais".
També actuà a Sant Petersburg, Brussel·les, Moscou, Londres i Nova York; però la seva popularitat es limità principalment a París. La mort de Sibyl Sanderson, tant jove fou considerada pel món musical parisenc com una verdadera pèrdua per l'art líric francès.